# Polnische Heimatarmee

Die inoffizielle Flagge der polnischen Heimatarmee mit der sogenannten Kotwica

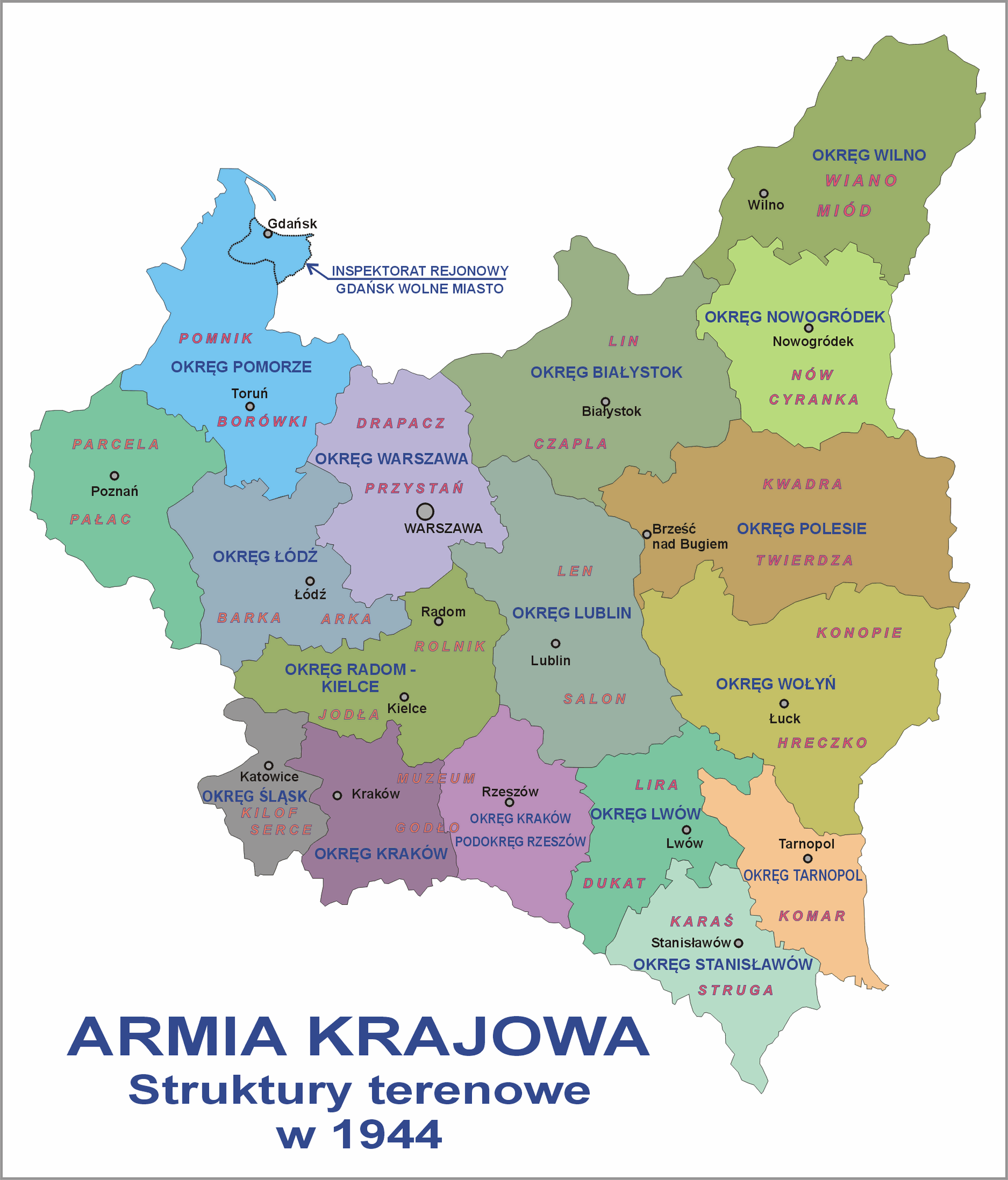
Regionale Organisationsstruktur der Polnischen Heimatarmee

Die polnische Heimatarmee (polnisch Armia Krajowa ‚Landesarmee‘, kurz AK) war eine polnische Widerstands- und Militärorganisation im von Deutschland besetzten Polen und im sowjetisch besetzen Ostpolen während des Zweiten Weltkrieges. Im Untergrund wurde sie auch „PZP“ (Polski Związek Powstańczy), etwa „Polnische Aufständische Allianz“, genannt. Sie war die größte militärische Widerstandsorganisation in Europa im Zweiten Weltkrieg. Sie war eine Armee aus Freiwilligen, die sich die Befreiung Polens von der deutschen Besatzungsmacht zum Ziel gesetzt hatten. Als militärischer Arm des polnischen Untergrundstaates unterstand sie der „Regierungsvertretung im Lande“ (Delegatura Rządu na Kraj), einer Abteilung der polnischen Exilregierung in London. 1944 zählte sie über 350.000 Partisanen. Nach dem Einmarsch der Roten Armee setzte sie inoffiziell ihren Widerstand fort – nun gegen das kommunistische Regime.

## Geschichte
Eine Gruppe polnischer Offiziere um General Michał Karaszewicz-Tokarzewski gründete am 27. September 1939, also während des deutschen Überfalls auf Polen, den Służba Zwycięstwu Polski (Dienst für den Sieg Polens, SZP). Die Organisation war auf den Aufbau konspirativer militärischer Strukturen nach dem Vorbild der Polska Organizacja Wojskowa aus dem Ersten Weltkrieg ausgerichtet und nahm in den folgenden Monaten zahlreiche Offiziere auf, die der deutschen Gefangenschaft entgangen waren. Zugleich wurde ein politischer Unterbau etabliert und Kontakte zu den Vertretern verschiedener politischer Parteien geknüpft. Ende 1939 bestand eine grobe Organisation des SZP insbesondere in einigen Städten Mittel- und Südpolens. Bis 1943 umfasste die Organisation das gesamte polnische Staatsgebiet, am stärksten das Generalgouvernement. Unabhängig vom SZP entstanden weitere, zum Teil ebenfalls militärisch ausgerichtete, Untergrundorganisationen oft aus den Parteien der Vorkriegszeit und aus der Beamtenschaft heraus.
Die polnische Exilregierung in Paris, die zunächst kaum Kontakt zu den Untergrundstrukturen im Heimatland hatte, rief Ende 1939 den Verband für den bewaffneten Kampf (poln.: Związek Walki Zbrojnej, ZWZ) ins Leben. Dieser sollte den Führungsanspruch der Regierung über militärische Untergrundaktivitäten durchsetzen. Dies gelang zunächst nicht, aber in den folgenden Jahren etablierte sich eine Zusammenarbeit zwischen dem ZWZ und den meisten Untergrundgruppen. Auf der anderen Seite war spätestens mit der Verlegung der Exilregierung nach Großbritannien im Juni 1940 eine tatsächliche Steuerung des Untergrunds praktisch kaum noch durchführbar, so dass General Stefan Rowecki, bis dahin Gebietskommandeur des ZWZ für Warschau, eine größere Autonomie und die Zuständigkeit für das gesamte Land bekam. Im sowjetisch besetzten Landesteil gelang dem NKWD eine weitreichende Unterwanderung des ZWZ. Mehrere Offiziere wurden deportiert oder hingerichtet. Erst unter deutscher Besatzung entstanden auch dort dauerhafte Strukturen des militärischen Untergrunds. Ebenfalls im Sommer 1941 gründete der ZWZ die Organisation Wachlarz (dt.: Fächer), die gezielt auf Sabotage, Diversion und Tötung einzelner Ziele vor allem im Osten Polens und im sowjetischen Raum bis an den Dnjepr ausgerichtet war.
Im Februar 1942 wurde der ZWZ in Armia Krajowa (dt.: Heimatarmee, Abkürzung: AK) umbenannt und stand unter dem Kommando Roweckis. Zu diesem Zeitpunkt war die Einbindung einer Mehrheit der militärischen Untergrundorganisationen weitgehend abgeschlossen. Dennoch befahl Ministerpräsident Władysław Sikorski im August 1942 sämtlichen militärischen Gruppen in Polen den Anschluss an die AK. Zuwiderhandlung wurde mit Strafe bedroht. 1943 erreichte die AK eine Stärke von rund 250.000 Mann, darunter rund 11.000 Offiziere.
Die Armia Krajowa beanspruchte die ausschließliche Führung des militärischen Widerstandes und bemühte sich darum, alle im besetzten Polen entstandenen Widerstandsgruppen ihrem Kommando unterzuordnen. Es traten bei:
- die Militärorganisation der Nationaldemokraten: Narodowa Organizacja Wojskowa – ab 1942 (teilweise)
- die rund 100.000 Mann starken Bauernbataillone der Bauernpartei: Bataliony Chłopskie – ab 1943 (teilweise)
- die Milizen der Sozialistischen Partei: Gwardia Ludowa WRN – ab 1942
- die Einheiten des Nationalradikalen Lagers: Konfederacja Narodu – ab August 1943
- die Streitkräfte der Nationalisten: Narodowe Siły Zbrojne – ab 1944 (teilweise)

und viele kleinere Gruppen. Das Offizierskorps der Heimatarmee bestand vorwiegend aus ehemaligen Offizieren der polnischen Vorkriegsarmee.
Außerhalb der Strukturen des polnischen Untergrundstaates blieben lediglich die 70.000 Mann starken Nationalen Streitkräfte (NSZ), die aus dem abgespaltenen Teil der Narodowa Organizacja Wojskowa hervorgegangen waren, sowie die Kommunisten der Polnischen Arbeiterpartei (Polska Partia Robotnicza) und deren ab Sommer 1942 gebildete Volksgarde (Gwardia Ludowa), die die verfassungsmäßige Exilregierung nicht anerkannte, von der UdSSR abhängig war und ihre Interessen vertrat. Als sich nach dem Tode des Exilpremiers Sikorski und der Verhaftung des AK-Kommandeurs General Rowecki im Sommer 1943 das Kräfteverhältnis in London verschob und die rechtsgerichtete NSZ auch gegen die kommunistische Volksgarde kämpfte, beteiligten sich auch Teile der AK daran. Die AK-Führung forcierte die politische Polarisierung des Widerstandes, vor allem die Tätigkeit des 1943 gebildeten Antikommunistischen Komitees (Antyk) der AK. Nach der Verhaftung Roweckis am 30. Juni 1943 übernahm sein Stellvertreter Tadeusz Komorowski die Führung der AK.
Zentrales Führungsorgan der AK war die Hauptkommandantur, die in sieben Abteilungen gegliedert war. Die regionalen Führungen, im Wesentlichen entsprechend der Vorkriegswoiwodschaften gegliedert, operierten jedoch weitgehend autonom. Sämtliche Gliederungen arbeiteten strikt klandestin mit verschlüsselten Botschaften und möglichst geringem Wissen einzelner Mitglieder voneinander. Die Finanzierung der AK erfolgte im Wesentlichen durch die Exilregierung, die wiederum durch Kredite Großbritanniens finanziert wurde. Bis zum Sommer 1944 erhielt die AK Zahlungen in Höhe von gut 30 Millionen US-Dollar.

### Schwerpunkte des Widerstandes
Schwerpunkte des Widerstands der AK waren die Sabotagekriegsführung und der Nachrichtendienst für den britischen Ausschuss für Spezialoperationen, Special Operations Executive, SOE. Den bewaffneten Kampf lehnte sie seit der Niederlage Frankreichs und der Zerschlagung der ersten Partisaneneinheit unter Major Henryk Dobrzański („Hubal“) im April 1940 ab, stand „Gewehr bei Fuß“ und strebte stattdessen einen gesamtnationalen Aufstand an, der in der Rückkehr der Exilregierung in das befreite Land münden sollte. Auch die britische Regierung als Hauptfinanzier der AK lehnte ein offenes militärisches Auftreten und eine entsprechend umfangreiche Ausstattung mit Waffen ab. Als allerdings ab November 1942 die Bauernbataillone den bewaffneten Kampf gegen die Massenaussiedlungen der Aktion Zamość und gegen die in der SS-Landwacht Zamosc organisierten volksdeutschen Siedler aufnahmen, war angesichts dieses starken Widerstandes ab 1943 auch die Führung der AK bereit, im Zamość-Gebiet Partisanenabteilungen aufzustellen.
Die der Heimatarmee untergeordneten Einheiten ließen in der Zeit vom 1. Januar 1941 bis 30. Juni 1944 im Rahmen der Kampfhandlungen u. a. 732 Züge entgleisen, sprengten knapp 40 Eisenbahnbrücken, beschädigten 19.000 Waggons und rund 6900 Lokomotiven, zerstörten rund 4300 Fahrzeuge, führten rund 25.000 Sabotageaktionen in Rüstungsfabriken aus, setzten 130 Waffen- und Ausrüstungslager sowie 1200 Tankwagen in Brand, zerstörten fünf Öltürme, setzten drei Hochöfen außer Betrieb, verübten rund 5700 Anschläge auf Funktionäre verschiedener Polizeiformationen, Soldaten und Volksdeutsche, lieferten sich 170 Gefechte und töteten dabei mehr als tausend Deutsche und befreiten Häftlinge aus 16 Gefängnissen.
Zu den spektakulärsten Aktionen der Heimatarmee gehörten u. a. die Stilllegung des Warschauer Eisenbahnknotens (7.–8. Oktober 1942), die Befreiung der Häftlinge in Pińsk (18. Januar 1943), der Bombenanschlag auf dem S-Bahnhof Friedrichstraße in Berlin (15. Februar 1943), die Befreiung von Gefangenen im Zentrum von Warschau in der Aktion am Arsenal (26. März 1943) und der Anschlag auf Franz Kutschera, den SS- und Polizeiführer im Distrikt Warschau (1. Februar 1944). Bis zum Juli 1944 kamen rund 34.000 Soldaten der Heimatarmee und der untergeordneten Einheiten in Kampfhandlungen ums Leben, die meisten wurden aber  als Gefangene erschossen oder in Gefängnissen zu Tode gequält.
Auch wurden Zeitungen und Propagandaschriften in polnischer Sprache sowie Materialien zur Psychologischen Kriegsführung gegen deutsche Soldaten und die Besatzungsbehörden erstellt und verteilt.

## Der bewaffnete Kampf der polnischen Heimatarmee 1944

### Wehrmacht-Operation Sturmwind
Die Partisanentätigkeit der Heimatarmee nahm seit dem Frühjahr 1944 stark zu, besonders im Distrikt Lublin. Mit der Operation Sturmwind unternahm die Wehrmacht vom 8. bis zum 25. Juni 1944 den ersten Großeinsatz, um die Partisanenverbände zu zerschlagen. In den Wäldern von Janów Lubelski kam es zur größten und blutigsten Partisanenschlacht auf polnischem Boden. Gegen zwei Brigaden der Volksgarde, eine Abteilung der Heimatarmee und fünf sowjetische Partisanenabteilungen mit zusammen etwa 5000 Partisanen setzte General Siegfried Haenicke die 154. und die 174. Reserve-Division, Teile der 213. Sicherungs-Division, das 1. motorisierte Gendarmeriebataillon, das SS-Polizei-Regiment 4, das Kalmückische Kavalleriekorps, weitere Einheiten sowie eine Staffel Schlachtflieger ein, insgesamt rund 30.000 Mann. Trotz der Überzahl gelang es ihnen nicht, die Partisanenverbände zu zerschlagen. Sie erlitten hohe Verluste.

### Operation Gewitter

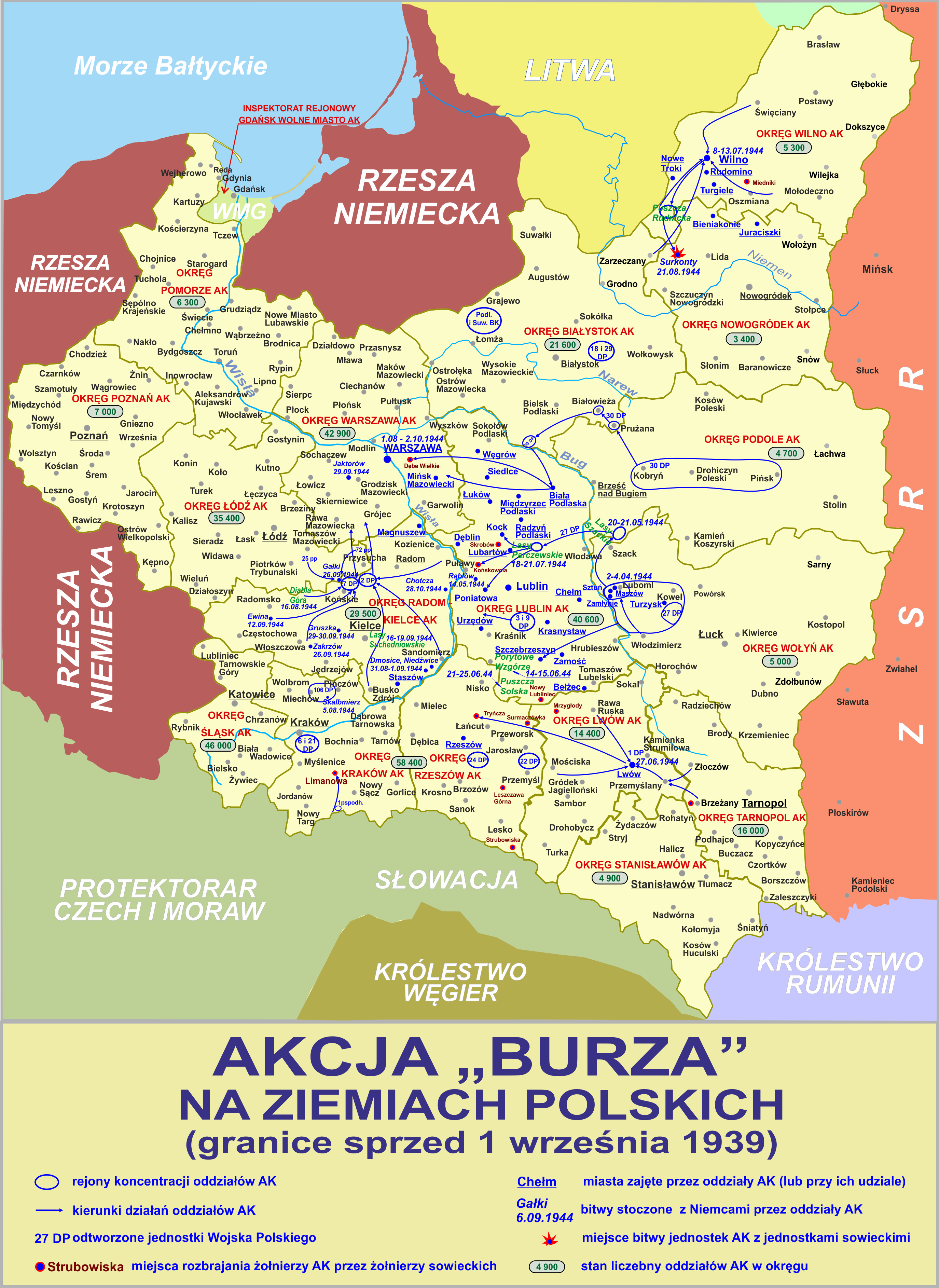
Operationen während der Aktion Burza

Ziel der Aktion Burza war die eigenständige Befreiung des polnischen Staatsgebiets durch die Heimatarmee.
Am 12. Juni ordnete General Tadeusz Bór-Komorowski die Vorbereitung eines Aufstands an, um das damals offiziell zu Polen gehörige Vilnius zu befreien. Am 7. Juli 1944 begann die Heimatarmee die Operation Ostra Brama mit dem Ziel, die Stadt vor den Sowjets zu erobern. Oberstleutnant Aleksander Krzysanowski gruppierte alle Partisaneneinheiten der Region für den Angriff, sowohl innerhalb als auch außerhalb der Stadt. Der polnische Angriff am Morgen des 7. Juli geriet sofort unter schwerem Beschuss deutscher Stellungen ins Stocken. Den polnischen Kämpfern gelang es dennoch, einen Großteil des Stadtzentrums von Vilnius zu besetzen, bis sich sowjetische Einheiten ab Mittag in die Kampfhandlungen einschalteten, die bis zum 13. Juli währten. Am 16. Juli wurde Krzysanowski ins Hauptquartier des sowjetischen Kommandeurs eingeladen, um eine Vereinbarung zum Abzug der Polen zu unterzeichnen, doch verhafteten die Sowjets Krzyanowski (inhaftiert bis 1947, in Polen erneut inhaftiert, † 1951) und andere polnische Vertreter. Mehrere tausend Soldaten wurden entwaffnet, zum Eintritt in sowjetische Verbände aufgefordert oder nach Kaluga deportiert. Manche retteten sich in die Wälder.
Vom 22. Juli bis 27. Juli eroberten die Kämpfer der Heimatarmee die ostpolnische Stadt Lemberg.

#### Warschauer Aufstand

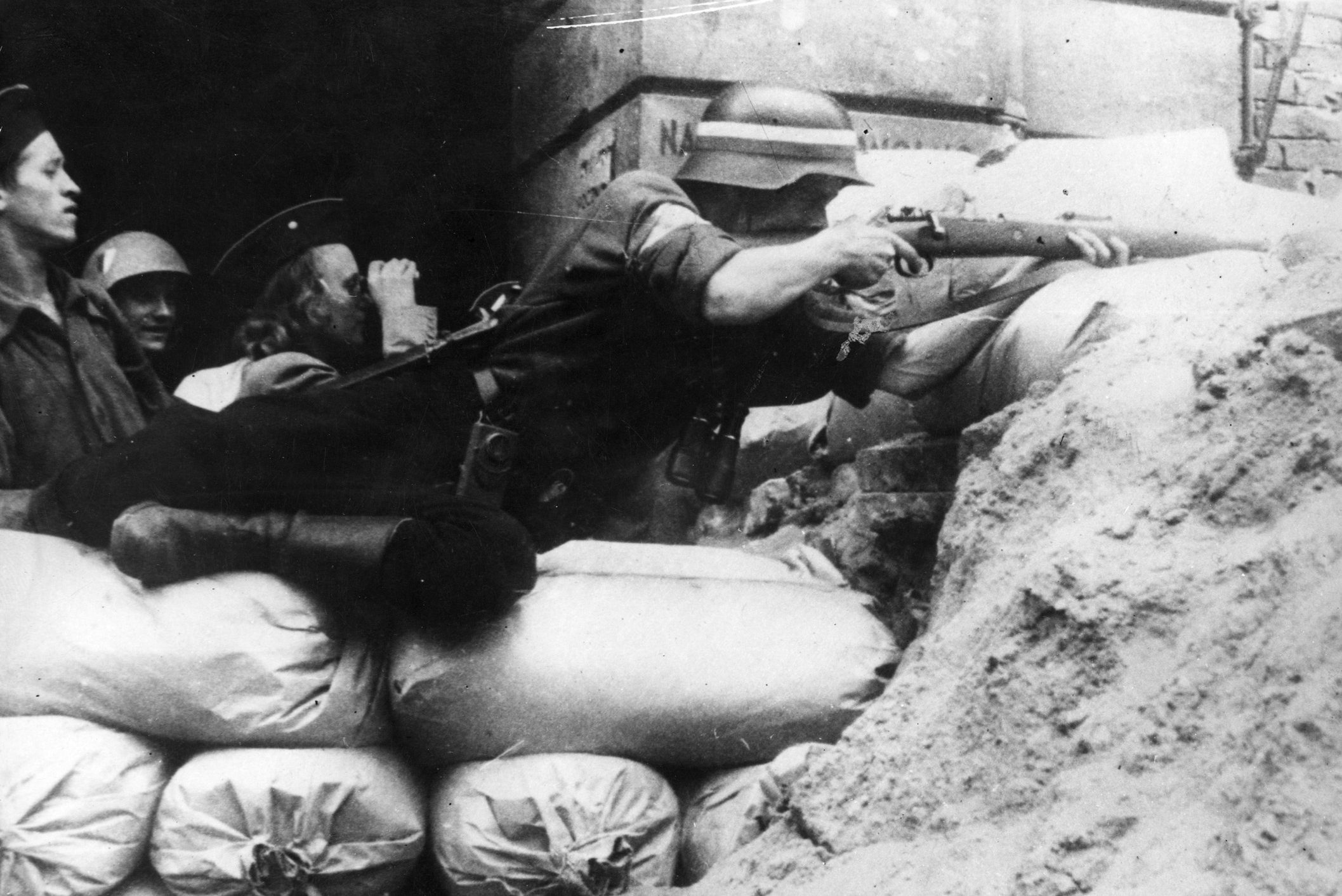
Polnische Soldaten der Heimatarmee verwendeten sowohl deutsche als auch polnische Helme.

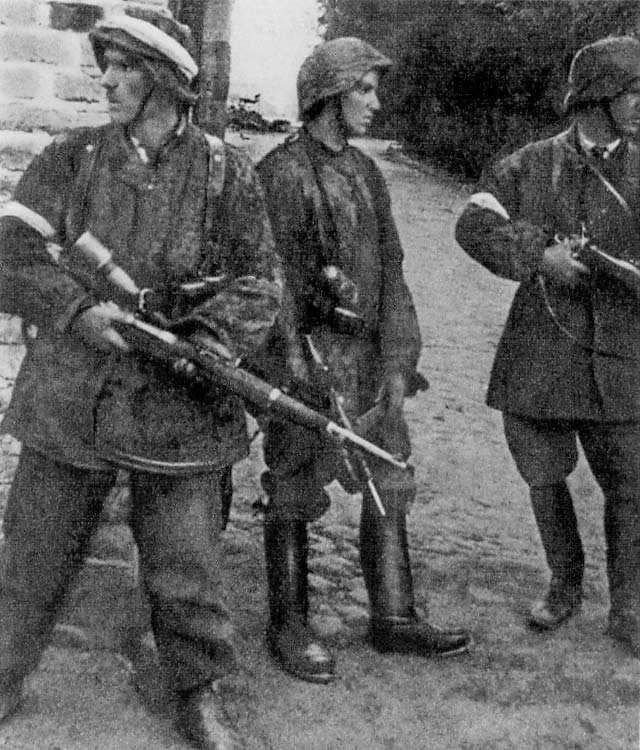
Mitglieder des Bataillons Zośka der Heimatarmee während des Warschauer Aufstandes

Anfang 1944 bestand die polnische Heimatarmee in Warschau aus etwa 16.000 Mann. Während des Warschauer Aufstandes seit dem 1. August 1944 wuchs die polnische Heimatarmee auf etwa 45.000 Kämpfende an. Der Aufstand war unzureichend vorbereitet, zunächst war sogar nur ein Zehntel der Soldaten der AK bewaffnet, schwere Waffen fehlten anfangs völlig. Zudem entbehrte der Aufstand weitgehend der Unterstützung der bis zur Weichsel vorgerückten Roten Armee.
Zeitgleich mit dem Warschauer Aufstand entfalteten die polnischen Partisanen eine intensive Kampftätigkeit gegen die sich zurückziehenden Deutschen in den Frontabschnitten, in denen die Rote Armee und die 1. Polnische Armee sich westlich der Weichsel Brückenköpfe erkämpften. Die 2., 7. und 106. Division der polnischen Heimatarmee, zu denen auch Bauernbataillone gehörten, und weitere selbständig operierende größere Einheiten nahmen an diesen Kämpfen teil.
Der Aufstand wurde von der Wehrmacht niedergeschlagen, Warschau danach großflächig zerstört und die Heimatarmee fast völlig aufgerieben. Der Kommandant des Aufstandes, General Bór-Komorowski, kapitulierte am 2. Oktober 1944 und ging mit dem Rest seiner Truppen in deutsche Kriegsgefangenschaft.
An den Kämpfen der polnischen Partisanen im Herbst 1944 nahm die Heimatarmee ab Oktober nicht mehr teil.

## Nach dem Einmarsch der Roten Armee
Die Truppen der Heimatarmee wurden vom NKWD entwaffnet, zum Teil auch in die Berling-Armee integriert. Viele ihrer Offiziere wurden erschossen oder in den Gulag geschickt. Diejenigen, die sich nicht entwaffnen ließen und nicht zu den Verbänden der sich bildenden sozialistischen Regierung übergingen, setzten ihren Kampf in den verschiedenen neuen Widerstandsbewegungen fort. Sie wurden als Verstoßene Soldaten bezeichnet.
Formal gab der letzte Oberkommandierende Leopold Okulicki am 19. Januar 1945 den Befehl zur Selbstentwaffung der Heimatarmee. Dies zog sich, begleitet durch die Repression durch die sowjetische und polnisch-sozialistische Seite über mehrere Monate hin. Insgeheim bildete ein Teil des Offizierskorps bereits seit Mitte 1944 die Kaderorganisation Nie (dt.: Nein), die den Untergrundkampf fortsetzen sollte. Deren Anführer war zunächst August Emil Fieldorf, dann Okulicki. Mit dessen Verhaftung durch den NKWD am 27. März war die Organisation de facto zerschlagen.
Oberst Jan Rzepecki unternahm den Versuch, die verbleibenden Reste der AK sowie Deserteure der Volksarmee neu zu organisieren und diese vor allem von unüberlegten Partisanenaktionen abzuhalten. Diese Bemühungen blieben erfolglos. Die formale Auflösung der AK wurde im Mai 1945 verkündet. Die verbleibenden Partisanenaktivitäten gegen die Volksrepublik Polen gingen vor allem an verbleibende bewaffnete Gruppen des nationalistischen Untergrundkampfs aus der Besatzungszeit über.
Eine am 2. August 1945 verkündete Amnestie für Mitglieder der Untergrundgruppen nutzten rund 30.000 Soldaten der AK. Schätzungsweise die gleiche Zahl blieb im bewaffneten Untergrund. Bei weitem die Mehrheit stellte die bewaffnete Tätigkeit ein, ohne um Amnestie zu ersuchen.
Am 2. September 1945 wurde als Nachfolgeorganisation der AK der Verband „Freiheit und Unabhängigkeit“ (WIN) unter der Führung Rzepeckis gegründet. Dieser war aber in erster Linie für Propaganda vorgesehen und sollte nur in Selbstverteidigung oder zur Befreiung gefangener ehemaliger AK-Mitglieder zur Waffe greifen. Nach der Verhaftung Rzepeckis am 5. November 1945 blieben nur vereinzelte Gruppen des WIN aktiv, die neben Propaganda und Spionage auch Kampfhandlungen und Mordanschläge ausführten. Eine im Frühjahr 1947 verkündete Amnestie nahmen zahlreiche verbliebene Kämpfer wahr. Ende 1947 wurde der letzte größere Verband des WIN zerschlagen. Kleinere bewaffnete Gruppen wurden bis Anfang der 1950er Jahre gestellt und verurteilt.

## Oberkommandierende

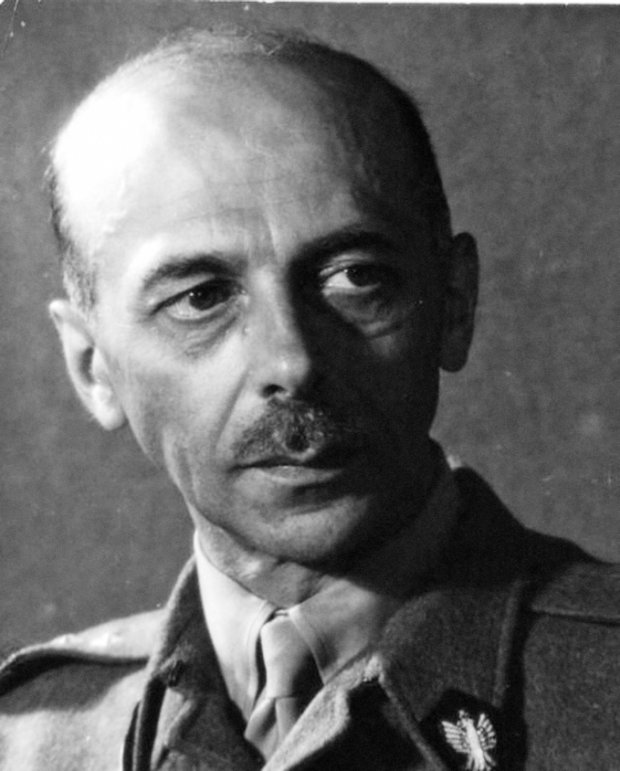
General Komorowski

- 1942–1943 General Stefan Rowecki (Pseudonyme „Grot“, „Guemp Schimper“)
- 1943–1944 General Tadeusz Komorowski („Bór“)
- 1944–1945 General Leopold Okulicki („Niedźwiadek“).

## Weitere prominente Mitglieder
- Adam Borys (1909–1986), Gründer des Bataillons „Parasol“
- Witold Pilecki (1901–1948)
- Elżbieta Zawacka (1909–2009), einzige Frau, die als Fallschirmspringerin für die AK im Krieg aktiv war, Mitbegründerin des Museums Archiwum i Muzeum Pomorskie Armii Krajowej in Toruń